# Новый Починок (Кировская область)
 Новый Починок  — деревня в Пижанском муниципальном округе Кировской области.

## География
Расположена на расстоянии примерно 5 км по прямой на юго-восток от райцентра поселка Пижанка.

## История
Известна с 1891 года как починок Новый или Каменный Лог, в 1905 году здесь дворов 31 и жителей 183, в 1926 45 и 222 (221 мари), в 1950 45 и 145, в 1989 53 жителя. До 2020 года входила в состав Пижанского городского поселения до его упразднения.

## Население
Постоянное население составляло 33 человека (русские 100%) в 2002 году, 27 в 2010.